# جيف هاريس
جيف هاريس (بالإنجليزية: Jeff Harris)‏ هو سياسي أمريكي، ولد في 7 أكتوبر 1964. انتخب عضو مجلس نواب ولاية ميسوري.